# Étienne-Léon de Lamothe-Langon
Pour les articles homonymes, voir Lamothe et Langon.
Étienne-Léon de Lamothe-Langon, né le 1er avril 1786 à Montpellier et mort le 15 avril 1864 à Paris 5e, est un romancier et faussaire français, auteur de mystifications historiques et de plusieurs Mémoires apocryphes.

## Biographie
Descendant d’une ancienne famille du Languedoc, il est d’abord connu sous le nom de Lamothe-Houdancourt, puis sous celui d’Étienne-Léon, baron de Lamothe-Langon. Jusqu’en 1806, il vit à Toulouse où il avait rencontré quelques succès au Gymnase littéraire. Il a, à cette date, déjà composé quatre tragédies, six comédies, un vaudeville, un drame, trois nouvelles et deux romans. Il quitte alors sa ville pour Paris.
En 1809, il devient auditeur de 1re classe au Conseil d’État impérial sous Napoléon Ier. Il est nommé sous-préfet de Toulouse le 11 juillet 1811. Il est ensuite appelé en Italie pour devenir sous-préfet de Livourne le 13 décembre 1813 où il participe avec la troupe aux combats de Viareggio. Cela lui valut le titre de baron de l'Empire. Pendant les Cent-Jours il est préfet de Carcassonne.
La Restauration le voit sous-préfet de Saint-Pons, mais il va perdre son emploi et avoir des revers de fortune qui l’obligent à revenir à Toulouse et à se remettre à écrire pour gagner sa vie. Le 12 février 1821, à la réception de Mgr de Clermont-Tonnerre, il lit le poème Constantin, ou le triomphe de la religion chrétienne. En 1822, il présente à ses confrères de l’Académie Quelques réflexions sur les poésies de Clémence Isaure. Il prend aussi une part importante à la rédaction des Biographies toulousaines dans laquelle on peut trouver des éléments sur sa famille, depuis Gaillard de la Motte, neveu du pape Clément V et cardinal, jusqu’à son père, conseiller au parlement de Toulouse, guillotiné le 6 juillet 1794.
Il a été jusqu’à ses vingt ans un poète connu pour ses poèmes historiques et patriotiques, puis a eu une carrière administrative, il est devenu à partir de 1824 un auteur prolifique, un graphomane, avec de nombreux noms d’emprunts, qui a traité des sujets très variés dans le genre médiéval et gothique, des mémoires qui se sont révélés être des faux.
En 1824, il écrit avec un certain succès M. le Préfet dont Stendhal, dans une critique, pose qu'il s'agit d'« un admirable sujet gâché par un écrivain incapable d'en tirer parti ». En 1826, il publie une Biographie des préfets des 87 départements dont les portraits caustiques créent « un succès de scandale ». Au total, il a écrit soixante-cinq romans, seize mémoires et l’Histoire de l’inquisition qui n’est pas moins fausse que le reste. Dans son livre Romanciers et viveurs du XIXe siècle, publié en 1904, Philibert Audebrand écrit qu’il a rencontré Lamothe-Langon et que celui-ci lui a montré la liste de ses 150 volumes parmi lesquels des Mémoires de vingt morts illustres qu’il a tirés de leurs sépulcres pour leur raconter leurs vies dont le public crédule a dévoré la prose.
Il a été mainteneur de l’Académie des Jeux floraux en 1813 où il est admis le 29 août et membre de l’Académie des Sciences de Toulouse. Le dernier texte qu’il y présente est le poème Merveilles de la Création, le 11 mai 1838.
En 1844, il se retire à Paris où il vit pendant vingt ans, près du Jardin des Plantes, progressivement oublié. Mort dans la gêne, il est inhumé au cimetière de Limeil-Brévannes.

## Faussaire

### Histoire de l’Inquisition en France
Parmi d'autres forgeries, son Histoire de l'Inquisition en France, publiée en 1829, est présentée comme basée sur des documents jamais exploités retrouvés dans les archives ecclésiastiques du diocèse de Toulouse grâce à une permission spéciale de l’évêque Antoine Pascal Hyacinthe Sermet et met en scène un procès en sorcellerie médiéval.
Les travaux des historiens Norman Cohn et Richard Kieckhefer dans les années 1970 ont démontré que cet ouvrage constitue l'une des plus grandes falsifications de l'histoire, car ces archives n’ont jamais existé pas plus que n'existe de chasse aux sorcières au Moyen Âge, ce phénomène ne débutant pas avant le XVIe siècle.
Cette mystification a eu un important impact sur l'étude du sujet : c'est en effet une source importante d'inspiration de Jules Michelet pour son célèbre ouvrage La Sorcière, publié en 1862. Il a également dupé certains historiens de métier comme l’Allemand Joseph Hansen (de), qui a repris ces récits dans son livre sur la sorcellerie au Moyen Âge, Quellen und Untersuchungen zur Geschichte des Hexenwahns und der Hexenverfolung im Mittelalter (Bonn, 1901). Les travaux de Michelet et Hansen ont été régulièrement repris par des historiens et auteurs postérieurs qui, sans examiner la véracité des prétendues sources de Lamothe-Langon, ont répercuté la forgerie au point que les procès de sorcières imaginés par celui-ci sont devenus un standard de l'historiographie de la « chasse aux sorcières ».
Entre autres inventions, Lamothe-Langon y a inventé des documents donnant des origines plus anciennes que réelles au mot « sabbat » dans le sens qu'il avait pris en français depuis longtemps : « réunion rituelle de sorciers ».

### Autres livres
Les seize ouvrages de mémoires et autobiographies de personnages historiques français qu'il a publiés - à l'instar des Mémoires de la comtesse du Barry avec les détails de toute sa carrière comme favorite de Louis XV ou des Soirées avec le prince Cambacérès, second consul, archichancelier de l’Empire - sont également des forgeries.

## Ouvrages
- Épitre à David, premier peintre de sa majesté impériale et royale, sur son tableau du couronnement, par Mr L…D…L…M…, 1808.
- L’Injustice, ou ode David, premier peintre de S. M. l’empereur et le roi, par M. de Lamothe-Houdancourt, 1810.
- Ode sur le mariage de leurs majestés impériales et royales, par M. Léon de Lamothe-Houdncourt, 1810.
- Ode sur le baptême de S. M. le roi de Rome, par M. de Lamothe-Houdancourt, 1811.
- Maître Étienne, ou les Fermiers et les châtelains, par le Bon de L…, Paris, 1819.
- Le spectre de la galerie du château d’Estalens ou le sauveur mystérieux, traduit de l’anglais par le baron G***, 1819.
- « Lamothe », Biographie toulousaine : ou Dictionnaire historique de personnages… se sont rendus célèbres dans la ville de Toulouse, ou qui ont contribué à son illustration, Paris, t. 1,‎ 1823, p. 370 (lire en ligne).
- Le Monastère des frères noirs ou l’étendard de la mort, 1825.
- La Province à Paris, ou les caquets d’une grande ville, 1825.
- La Vampire, ou la vierge de Hongrie, 1825.
- L’Espion de police, 1826.
- Biographie des préfets, depuis l’organisation des préfectures (3 mars 1800), jusqu’à ce jour, 1826.
- Alliance de la censure et de l’Inquisition, acte prouvé parle fait, 1827.
- La Cour d’un prince régnant, ou les deux maîtresses, 1827.
- Justice et amour, première juvénale. Suivi de l’insulte autrichienne, chant français, 1827.
- Histoire de l'Inquisition en France, 1829.
- Mémoires d’une femme de qualité, sur Louis XVIII, sa cour et son règne, 1829.
- Le Grand Seigneur et la pauvre fille. Roman de mœurs, 1829.
- Les Nouveaux Martyrs, satire, par P. M. L. Baour-Lormian, 1829.
- Mémoires de la comtesse Du Barri sur les événements qui se sont passés pendant les règnes de Louis XV et de Louis XVI et sous la Révolution, 1829.
- Mémoires de Gabrielle d’Estrées, 1829.
- Mémoires et souvenirs d’un Pair de France, ex-membre du Sénat conservateur, 1830.
- Mémoires et souvenirs d’une femme de qualité sur le Consulat et l’Empire, 1830.
- Le Fournisseur et la Provençale, roman de mœurs, 1830.
- Une Semaine de l’histoire de Paris. Dédié aux Parisiens, 1830.
- Voyage à Paris, ou esquisses des hommes et des choses dans cette capitale, par le marquis Louis Rainier de Lanfranchi, 1830.
- Mémoires d’un émigré, 1830.
- Le Duc et le Page, roman de mœurs, 1831.
- L’Exilée d’Holy-Rood, 1831.
- La Princesse et le Sous-officier, histoire contemporaine, 1831.
- Cinq mois de l’histoire de Paris en mil huit cent trente, 1831.
- La Femme du banquier, histoire contemporaine par la comtesse O*** du ***, 1832.
- Les Tuileries en juillet 1832, par le vicomte Varicléry auteur de l’Exilée d’Holy-Rood, 1832.
- Mémoires de Louis XVIII, recueillis et mis en ordre par le duc de D***, Paris, L. Mame-Delaunay, 1832.
- Histoire pittoresque de la Convention nationale et de ses principaux membres, par L… conventionnel, 1833.
- Louis-Philippe-Joseph Égalité, scène contemporaines, 1833.
- Le Comptoir, la plume et l’épée, 1834.
- Les Jolies Filles, 1834.
- Le Comte de Saint-Germain et la marquise de Pompadour, par Mme D***, 1834.
- Mademoiselle de Rohan, 1835.
- La Famille du voleur, 1836.
- L’Empire, ou dix ans sous Napoléon, 1836.
- Monsieur et madame, 1837.
- Mémoires de mademoiselle Sophie Arnoult, recueillies et publiées par le baron de Lamothe-Langon, 1837.
- Les Après-diners de S. A. S. Cambacérès, second consul, prince archichancelier de l’Empire, duc de Parme, etc., ou Révélations de plusieurs grands personnages sur l’ancien régime, le Directoire, l’Empire et la Restauration, 1837.
- Rachel, 1838.
- Bonaparte et le Doge, 1838.
- Souvenirs d’un fantôme, chroniques d’un cimetière, 1838.
- Reine et soldat, chronique de 1574, 1838.
- L’Espion russe, ou la société parisienne, par Madame la comtesse O. D., 1838.
- L’Enfant de Paris, ou le gamin philosophe pratique, juvénale dédiée aux jeunes parisiens de la cité, ville et faubourgs, par un ami du peuple sans charlatanerie, suivi de trois chansons patriotiques, 1838.
- Mémoires tirés des archives de la police de Paris pour servir à l’histoire de la morale et de la police, depuis Louis XIV à nos jours, par J. Peuchet, 1838.
- La Cloche du trépassé ou les mystères du château de Beauvoir, 1839.
- Napoléon, sa famille, ses amis, ses généraux, ses ministres et ses contemporains ou Soirées secrètes du Luxembourg, des Tuileries, de Saint-Cloud, de la Malmaison, de Fontainebleau…, Paris, 1840.
- L’Homme de la nuit, ou les mystères. Roman entièrement inédit, 1842.
- Mon général, sa femme et moi, mémoires de Charles de Luciennes, 1843.
- « Ouvrages de Lamothe-Langon », sur gallica.bnf.fr (consulté le 30 octobre 2013).